# Liste der Kulturdenkmale in Goppeln
Die Liste der Kulturdenkmale in Goppeln enthält die in der amtlichen Denkmalliste des Landesamtes für Denkmalpflege Sachsen ausgewiesenen Kulturdenkmale im Bannewitzer Ortsteil Goppeln.
Die Anmerkungen sind zu beachten.
Diese Liste ist eine Teilliste der Liste der Kulturdenkmale im Landkreis Sächsische Schweiz-Osterzgebirge.
Diese Liste ist eine Teilliste der Liste der Kulturdenkmale in Sachsen.

## Legende
- Bild: Bild des Kulturdenkmals, ggf. zusätzlich mit einem Link zu weiteren Fotos des Kulturdenkmals im Medienarchiv Wikimedia Commons. Wenn man auf das Kamerasymbol klickt, können Fotos zu Kulturdenkmalen aus dieser Liste hochgeladen werden:
- Bezeichnung: Denkmalgeschützte Objekte und ggf. Bauwerksname des Kulturdenkmals
- Lage: Straßenname und Hausnummer oder Flurstücknummer des Kulturdenkmals. Die Grundsortierung der Liste erfolgt nach dieser Adresse. Der Link (Karte) führt zu verschiedenen Kartendiensten mit der Position des Kulturdenkmals. Fehlt dieser Link, wurden die Koordinaten noch nicht eingetragen. Sind diese bekannt, können sie über ein Tool mit einer Kartenansicht einfach nachgetragen werden. In dieser Kartenansicht sind Kulturdenkmale ohne Koordinaten mit einem roten bzw. orangen Marker dargestellt und können durch Verschieben auf die richtige Position in der Karte mit Koordinaten versehen werden. Kulturdenkmale ohne Bild sind an einem blauen bzw. roten Marker erkennbar.
- Datierung: Baubeginn, Fertigstellung, Datum der Erstnennung oder grobe zeitliche Einordnung entsprechend des Eintrags in der sächsischen Denkmaldatenbank
- Beschreibung: Kurzcharakteristik des Kulturdenkmals entsprechend des Eintrags in der sächsischen Denkmaldatenbank, ggf. ergänzt durch die dort nur selten veröffentlichten Erfassungstexte oder zusätzliche Informationen
- ID: Vom Landesamt für Denkmalpflege Sachsen vergebene, das Kulturdenkmal eindeutig identifizierende Objekt-Nummer. Der Link führt zum PDF-Denkmaldokument des Landesamtes für Denkmalpflege Sachsen. Bei ehemaligen Kulturdenkmalen können die Objektnummern unbekannt sein und deshalb fehlen bzw. die Links von aus der Datenbank entfernten Objektnummern ins Leere führen. Ein ggf. vorhandenes Icon  führt zu den Angaben des Kulturdenkmals bei Wikidata.

## Goppeln
| Bild | Bezeichnung | Lage                                  | Datierung            | Beschreibung | ID       |
| ---- | --- | ------------------------------------- | -------------------- | --- | -------- |
|      | Wohnstallhaus (Nr. 12, auf Hakengrundriss), Seitengebäude (Nr. 10) und Toranlage (Torbogen und Pforte) eines Bauernhofes                                                           | Dorfstraße 10; 12 (Karte)             | bez. 1781            | Massivbauten mit interessant gestalteter Giebelspitze, schön gestaltetes Tor und danebenliegende Pforte, Bestandteil der Kernbebauung, baugeschichtlich von Bedeutung. Seitengebäude Nummer 10: massiv, Haustein, Sandsteingewände, Korbbogenportal mit Schlussstein, im Erdgeschoss zwei große Rundbögen, Satteldach, Giebelspitze mit Zierstein, alter Blitzableiter Wohnstallhaus Nummer 12: zweigeschossig, massiv, im Erdgeschoss Korbbogen zum Teil an Fenstern und Türen, zum Teil mit Schlussstein, Sandsteingewände, Satteldach | 08963204 |
|      | Wohnstallhaus, Scheune, Stallgebäude und Toranlage (Torbogen und Pforte) eines Dreiseithofes                                                                                       | Dorfstraße 16 (Karte)                 | bez. 1784 (Torbogen) | Massivbauten, Wohnstallhaus mit Korbbogenportalen, schöne Toranlage, baugeschichtliche Bedeutung. Wohnstallhaus: Sandsteingewände an Fenstern, Türgewände mit Schlussstein, zweigeschossig, massiv, zum Teil Gewölbe erhalten, angrenzender hölzerner Wirtschaftsteil, Satteldach, im Giebel Fenster mit Holzgewände, Scheune: massiv, im Obergeschoss Sandsteingewände, Satteldach, Biberschwanzdeckung, ein alter Blitzableiter, Stall: einfache Sandsteingewände, Pultdach | 08963201 |
|      | Wohnstallhaus eines Bauernhofes und Toranlage (zwei Torpfeiler und Pforte) | Dorfstraße 18 (Karte)                 | Ende 18. Jh.         | Massivbau, Haus prägt mit seiner Giebelseite und dem Eingangsbereich den Dorfkern, baugeschichtlich von Bedeutung. zweigeschossig, massiv, Haustein, Sandsteingewände, Satteldach, auf der Giebelspitze Zierstein, Biberschwanz-Kronendeckung, zwei liegende Dachfenster | 08963202 |
|      | Wohnstallhaus (Dorfstraße 20/20a), ehem. Scheune (Goppelner Hauptstraße 9) und Seitengebäude sowie Torpfeiler eines Bauernhofes                                                    | Dorfstraße 20; 20a (Karte)            | bez. 1795            | Wohnstallhaus mit Korbbogenportal und zum Teil mit Fachwerk-Obergeschoss, Seitengebäude Obergeschoss Fachwerk, ehem. Scheune massiv, baugeschichtliche Bedeutung. Wohnstallhaus: Erdgeschoss massiv, Sandstein-Türgewände mit flachem Korbbogen und Schlussstein, Sandstein-Fenstergewände, südlicher Teil auch im Obergeschoss massiv, im Fachwerkteil Fenster etwas vergrößert, Satteldach, Scheune: massiv, zum Teil noch Bruchstein, Satteldach, Stall: Erdgeschoss zum Teil Bruchsteinmauerwerk, Obergeschoss Fachwerk, Obergeschoss Fenster in originaler Größe, Satteldach, Giebelkartusche: „H.W.P.H. Anno 1714“. | 08963199 |
|      | Portal eines Bauernhofes | Dorfstraße 27 (Karte)                 | bez. 1842            | heute angebaut am Wohnhaus der Nazareth-Schwestern des Hl. Franziskus, schönes Sandstein-Segmentbogenportal mit Schlussstein, baugeschichtlich relevantes Detail | 08963200 |
|      | Brücke über den Geberbach | Golberoder Straße - (Karte)           | 19. Jh.              | Bogenbrücke mit Schlussstein, technisches Denkmal Sandstein, mit Korbbogen | 08963206 |
|      | Ehemalige Schule | Golberoder Straße 4 (Karte)           | 1890                 | Ziergiebel über dem seitlichen Eingangsrisalit, ortshistorisch von Interesse. zweigeschossiger Putzbau mit Gurtgesims, Fenster im Erdgeschoss mit Segmentbogen und Schlussstein, Fenster im Obergeschoss zur Straße hin mit profilierten Sohlbänken und Konsolen, die mittleren mit geraden Verdachungen, Walmdach, historistische Fenstergestaltung | 08963205 |
|      | Weinberghäuschen, Weinberg, Einfriedungsmauer und Treppe | Golberoder Straße 17 (hinter) (Karte) | wahrscheinlich 1828  | ortshistorische Bedeutung. Weinberghäuschen mit Walmdach, Bruchsteinmauer aus Sandstein, Weinbergtreppe aus Sandstein westlich des Weinbergs, Weinberg nicht mehr berebt und stark verwildert | 08963208 |
|      | Zwei Wohnstallhäuser (über winkelförmigem Grundriss), Scheune, Hofmauer mit Toreinfahrt und zwei Pforten sowie Stützmauern der Vorgärten eines Vierseithofes, ehemals wohl Vorwerk | Goppelner Hauptstraße 1 (Karte)       | um 1870              | stattliche Hofanlage, strukturbildend, baugeschichtliche und ortsgeschichtliche Bedeutung. zur Straßenseite Wohnhausflügel, unterbrochen durch Einfahrt, massiv, zweigeschossig, Drempel, Erdgeschoss Segmentbogenfenster, Sandstein, im Obergeschoss Sandsteingewände profiliert, gerade Verdachungen, dreiachsiger Mittelrisalit, Walmdach, profiliertes Gesims, Stall zweigeschossig, zum Teil Haustein, profiliertes Traufgesims, Walmdach, Pferdestall: Haustein, im Erdgeschoss je drei Segmentbögen (einer zugesetzt) aus Sandsteinquadern, mit Pfeilern, im Obergeschoss Fenster mit Sandsteingewänden, profiliertes Traufgesims, Walmdach, Scheune: Haustein, drei große Segmentbogentore (zwei zugesetzt), kleine Türen (zugesetzt), Drempelgeschoss, profiliertes Gesims, Satteldach | 08963210 |
|      | Wohnstallhaus (über Hakengrundriss), Scheune und Torpfeiler eines Bauernhofes | Goppelner Hauptstraße 7 (Karte)       | bez. 1744            | gehört zu den ältesten Höfen im Ortskern, u. a. baugeschichtliche Bedeutung. Wohnstallhaus: Erdgeschoss massiv, Sandsteingewände, Türgewände mit Korbbogen und Schlussstein, Obergeschoss zur Hofseite Fachwerk, Winterfenster, Straßenseite massiv, Giebel mit Rundbogenfenster, Satteldach, Scheune: massiv, Satteldach | 08963209 |
|      | Wohnstallhaus (Dorfstraße 20/20a), ehem. Scheune (Goppelner Hauptstraße 9) und Seitengebäude sowie Torpfeiler eines Bauernhofes                                                    | Goppelner Hauptstraße 9 (Karte)       | bez. 1795            | Wohnstallhaus mit Korbbogenportal und zum Teil mit Fachwerk-Obergeschoss, Seitengebäude Obergeschoss Fachwerk, ehem. Scheune massiv, baugeschichtliche Bedeutung. Wohnstallhaus: Erdgeschoss massiv, Sandstein-Türgewände mit flachem Korbbogen und Schlussstein, Sandstein-Fenstergewände, südlicher Teil auch im Obergeschoss massiv, im Fachwerkteil Fenster etwas vergrößert, Satteldach, Scheune: massiv, zum Teil noch Bruchstein, Satteldach, Stall: Erdgeschoss zum Teil Bruchsteinmauerwerk, Obergeschoss Fachwerk, Obergeschoss Fenster in originaler Größe, Satteldach, Giebelkartusche: „H.W.P.H. Anno 1714“. | 08963199 |